# Братовчедката Бет
„Братовчедката Бет“ (френско произношение: [la kuzin bɛt]; на френски: La Cousine Bette) е роман от 1846 година на френския писател Оноре дьо Балзак. Действието се развива в средата на 19 век в Париж, разказва историята на една неомъжена жена на средна възраст и показва упадъка на голямото ѝ семейство. Бет работи с Валери Марнеф, нещастно омъжена млада дама, за да съблазни и измъчва поредица от мъже. Един от тях е барон Ектор Юло, съпруг на Аделин – братовчедка на Бет. Той жертва богатството на семейството си и доброто му име, за да угоди на Валери, която го изоставя заради търговеца Кревел. Книгата е част от Сцени от парижкия живот, раздел от Балзаковата поредица от романи Човешка комедия („La Comédie humaine“).
През 40-те години на 19 век, формат на поредици, известен като роман-фейлетон е много популярен във Франция, и най-известният му израз са социалистическите писания на Йожен Сю. Балзак оспорва върховенството на Сю и доказва себе си като най-способният автор на фейлетони във Франция. Пишейки бързо и с наситен фокус, Балзак пише Братовчедката Бет, един от най-дългите му романи, за два месеца. Той е публикуван в Le Constitutionnel в края на 1846, след което е окомплектован с придружаващата го творба, Братовчедът Понс през следващата година.
Персонажите в романа представляват констрастиращи полярности на морала. Отмъстителната Бет и неискрената Валери от една страна, и милостивата Аделин и нейната търпелива дъщеря Ортанс (Хортензия), от друга. Главата на семейство Юло в същото време е обсебен от сексуалната си страст. Съпругът на Ортанс, полският изгнаник Венцеслас Щайнбок, представлява артистичен гений, въпреки че се поддава на несигурността и на липсата на мотивация. Балзак базира образа на Бет частично на своята майка и на поетесата Марселин Деборд-Валмор. Най-малко една сцена с участието на барон Юло се базира на случка от живота на приятеля на Балзак, романиста Виктор Юго.
Братовчедката Бет се разглежда като последната голяма творба на Балзак. Негова запазена марка е употребата на реалистични подробности комбинирани с панорама на герои, появяващи се отново от предходни романи. Някои критици го приветстват като повратна точка в кариерата на автора, а други го определят като прототип на натуралистичен текст. Сравняват е с Отело на Шекспир, както и с Война и мир на Толстой. Романът изследва темите за порока и добродетелта, както и влиянието на парите върху френското общество. Връзката на Бет с Валери е разглеждана също като важно изследване на хомоеротичните теми. Създадени са редица филмови версии на историята, включително минисериала от 1971 на ББС с участието на Маргарет Тизък и Хелън Мирън, и филмът от 1998 с Джесика Ланг в главната роля.

## Фон на действията
Към 1846 Оноре дьо Балзак е постигнал невероятна слава като писател, но неговите финанси и здраве се влошават бързо. След като пише поредица от евтини романи през 20-те години на XIX век, той публикува първата книга със собственото си име – Шуани („Les Chouans“), през 1829. Последвана е от десетки добре приети романи и разкази, включително Шагренова кожа („La Peau de chagrin“), през 1831, Дядо Горио („Le Père Goriot“) през 1835, двата тома на Изгубени илюзии („Illusions perdues“), през 1837 и 1839. Поради пищния си начин на живот и склонността си към финансови спекулации, той прекарва голяма част от живота си опитвайки се да изплати различни дългове. Пише неуморно воден от икономическата принуда, както и от музата и черното кафе. Този режим на постоянна работа изчерпва тялото му и му носи упреци от личния му лекар.
Когато творбата му печели признание, Балзак започва кореспонденция с полската баронеса Евелина Ханска, която първа се е свързала с него през 1832 чрез едно анонимно писмо, подписано с „Чужденката“ („L'Étrangère“). Те развиват близко приятелство чрез писма и когато тя става вдовица през 1841, Балзак пожелава да се ожени за нея. Той я посещава често в Полша и Германия, но различни усложения забраняват техния съюз. Едно от тях е, че Балзак е имал афера със своята икономка Лиуз Брьонийо (Louise Breugniot). Когато тя узнава за увлечението му по г-жа Ханска, Брьонийо открадва колекция от техни писма и ги използва, за да изнудва Балзак за пари. Дори и след този епизод, той се сближава все повече с г-жа Ханска след всяка визита и през 1846 започва да подготвя дома си, за да го сподели с нея. Той живее с надеждата, че биха могли да се оженят, когато тя забременее, но през декември тя се чувства болна и прави спонтанен аборт.
Средата на 19 век е време на дълбока трансформация на френското правителство и общество. Царуването на Шарл X приключва през 1830, когато Юлската революция го принуждава да абдикира. Заменен е от Луи-Филип, който се нарича „Крал на французите“, за разлика от станартно приетото „Крал на Франция“ – индикация, че е отворен повече към зараждащата се буржоазия, отколкото към аристократичния Стар Режим. Правителствената промяна се случва в момент, когато икономиката на Франция се придвижда от меркантилизъм към индустриална революция. Това отваря нови възможности пред индивидите, надяващи се да спечелят богатство и води до значителни промени в социалните норми. Членове на аристокрацията например са карани да се обвързват социално с новобогаташи, обикновено с напрегнати резултати. Демократичният дух на Френската революция също засяга социалните взаимодействия, измествайки верността от църквата и монархията.
В средата на 19 век във Франция става популярен нов стил романи. Форматът с поредици, известен като роман-фейлетон представя историите на кратки регулярни части, често придружени от мелодраматични задатки. Въпреки това La Vieille Fille (Старата мома) на Балзак, е първата подобна творба, публикувана във Франция през 1836, романът-фейлетон печели известност благодарение най-вече на неговите приятели Йожен Сю и Александър Дюма - баща. Балзак не харесва техния стил на писане на поредици, особено социалистическото описание на Сю на страданията на нисшите слоеве. Балзак иска да детронира това, което нарича „les faux dieux de cette littérature bâtarde“ („фалшивите богове на тази копелдашка литература“). Също така иска да покаже на света, че въпреки влошеното си здраве и бурна кариера, той е „plus jeune, plus frais, et plus grand que jamais“ („по-млад, по-свеж и по-велик откогато и да било“). Първите му опити да създаде качествен фейлетон са неуспешни. Въпреки че Величие и падение на куртизанките, публикуван на части от 1838 до 1847, е приветстван от критиците, Балзак се оплаква на Е. Ханска, че всъщност „прави чист Сю“. Той опитва отново през 1844 с Модест миньон, но реакциите на публиката са смесени. Две години по-късно Балзак започва нов проект, твърдо решен да създаде нещо със „старата си писалка“.

## Написване и издаване
След като прекарва няколко седмици през юни 1846 в Замъкът Саше в Тур, Балзак се завръща в Париж и започва работата върху кратка история озаглавена „Паразитът“, който в крайна сметка развива в романа Братовчедът Понс. От началото неговото намерение е да я окомплектова с друг роман, събирайки ги под заглавието Les Parents pauvres („Бедните родители (роднини)“). Той базира втората книга на история, „Братовчедката Розали“, която неговата сестра Лор Сюрвил написва и публикува през 1844 в Журнал за децата. Пишейки интензивно той създава целия роман, озаглавен Братовчедката Бет, за два месеца. Това е значително постижение с оглед на влошеното му здраве, но неговата дължина прави скоростта на писане на Балзак особено забележителна. Един от критиците нарича написването на Бедните роднини „последната експлозия на креативна енергия от страна на Балзак“. Друг добавя, че това усилие е „последната капка, която събаря гигантската сила на Балзак“.
Обичайният режим на Балзак за ревизии включва обширни и сложни редакции. Когато създава Братовчедката Бет, той предава работата си на издателя част по част, без да види нито една бележка. Книгата е издадена на серии в Le Constitutionnel от 8 октомври до 3 декември и Балзак „препуска“, за да бъде в час с бързото разписание на печатане на вестниците. Той създава средно по осем страници на ден, но е бил поразен от неочакваната големина на историята, така както се е развила. На Балзак са платени 12 836 франка за сериите, които по-късно са публикувани с Братовчедът Понс като 12-томна поредица от Шиендовски и Песион. Първото издание на Братовчедката Бет е организирано в 132 глави, но това разделение е премахнато, когато Балзак я добавя към масивната си колекция Човешка комедия през 1848 г.

## Резюме на сюжета
Внимание:  Текстът по-долу разкрива сюжета на произведението (или части от него)!
Първата третина от романа представя дълго изследване на историите на персонажите. Балзак прави това ясно след 150 страници: „Ici se termine, en quelque sorte, l'introduction de cette histoire.“ („Тук приключва това, което е, в известен смисъл въведението в тази история.“) В началото на романа, Аделин Юло – съпруга на успешния барон Ектор Юло – е под натиск да започне афера с богатия парфюмерист Селестен Кревел. Неговото желание произтича отчасти от по-ранно съперничество, в което прелюбодееца барон Юло печели ръката на певицата Жозефа Мира, ухажвана също и от Кревел. Дъщерята на Юло, Ортанс, е започнала да се оглежда за съпруг; техният син Викторен е женен за съпругата на Кревел – Селестин. Госпожа Юло устоява на ухажванията на Кревел и той насочва вниманието си другаде.
Братовчедката на госпожа Юло, Бет (наричана още Лисбет), таи дълбоко, но скрито възмущение от успеха на роднините си. Селска жена с нищо от физическата красота на своята братовчедка, Бет отхвърля серия от предложения за женитба от ухажори от средната класа и остава неомъжена до 42-годишна възраст. Един ден тя попада на младия неуспешен полски скулптор Венцеслас Щайнбок, извършващ самоубийство в малкия апартамент, разположен над нейния собствен. Докато го подхранва и връща обратно към живота, тя развива майчина привързаност към него. Също така тя се сприятелява с Валери, съпруга на чиновник от военния департамент на име Марнеф; двете жени създават връзка на взаимно уважение и закрила.
Междувременно барон Юло е отхвърлен от Жозефа, която без заобикалки обяснява, че е избрала друг мъж, заради по-голямото му богатство. Отчаянието на Юло бързо е облекчено, когато той среща и се влюбва във Валери Марнеф. Той я обсипва с подаръци и скоро след това обзавежда къща за нея и г-н Марнеф, с когото работи във Военния департамент. Тези дългове, взети за да поддържа високия лайфстайл на Жозефа, заплашват семейната финансова сигурност на Юло. Паникьосан, той убеждава чичо си Йохан Фишер тихомълком да присвои фондове от Военния департамент, предназначени за Алжир. Неволите на Юло са затихнали, а щастието на Бет е разклатено, когато – в края на „въведението“ – Ортанс Юло се омъжва за Венцеслас Щайнбок.
Съкрушена от загубата на компанията на Щайнбок, Бет се заклева да отмъсти на семейство Юло. Тя действа задкулисно, за да получи още повече пари от барон Юло. Валери в същото време съблазнява Кревел и наблюдава с удоволствие как се съревновават за нейното внимание. С помощта на Бет, Валери се обръща към Щайнбок и го вкарва в леглото си. Когато Ортанс научава за неговата изневяра, тя напуска Щайнбок и отива, заедно с техния син, да живее с майка си – Аделин. Валери обявява любовта си към бразилския барон Анри Монтес дьо Монтежанос и се кълне в преданост към всеки от петте мъже.
Братът на барон Юло, известен като „le maréchal“ („Маршалът“), наема Бет като своя икономка, и между тях се заформя меко привличане. Той научава за изневерите на своя брат (и за трудностите, които са причинили на Аделин, която отказва да напусне своя съпруг), и обещава да се ожени за Бет, ако тя му сподели подробности. Тя нетърпеливо се съгласява, радвана от перспективата да си осигури в крайна сметка така жадуваната женитба. Докато разследва поведението на брат си, маршалът научава и за схемата на барон Юло в Алжир. Той е поразен от позора и неговото здраве се влошава. Последната надежда на Бет за по-светло бъдеще умира с него.
Когато Валери забременява, тя казва на всеки от любовниците си (също и на съпруга си), че той е бащата. Детето е мъртвородено, а скоро след това почива и съпругът ѝ. Юло и Кревел са във възторг, когато научават новината, като всеки от тях вярва, че ще стане нейна единствена любов, когато официалният период на траур отмине. Валери избира Кревел, заради удобството на притежаваното от него богатство, и скоро след това те се женят. Тази новина засяга дълбоко барон Монтес и той крои заговор да отрови младоженците. Кревел и Валери умират бавно, техните тела са погълнати от екзотична бразилска отрова.
Викторен Юло има късно посещение от принц дьо Визембърг, който му предоставя новини за забогатяване. Маршалът преди своята смърт урежда изплащането на дълговете на барона, както и наемането на Аделин в католическа благотворителна организация. Барон Юло е изчезнал, а Аделин прекарва свободното си време в търсенето му в учреждения с лоша слава. В крайна сметка го намира да живее с петнадесетгодишна куртизанка и го моли да се върне в семейството. Той се съгласява, но докато се качва вкаретата, Юло пита: „mais pourrai-je emmener la petite?“ („Но мога ли да взема малката?“) Домът на Юло е отново единен за известно време, а яростта на Бет от тяхното явно щастие ускорява смъртта ѝ. Една вечер след погребението Аделин дочува Юло да съблазнява кухненската прислужница Агат. На смъртния си одър Аделин отправя първия си упрек към съпруга си: "[D]ans un moment, tu seras libre, et tu pourras faire une baronne Hulot." („След момент ти ще бъдеш свободен и можеш да направиш друга жена Баронеса Юло.“) Скоро след като погребва жена си, Юло се жени за Агат.

## Герои и вдъхновение
Балзак е написал повече от седемдесет романа, когато започва Братовчедката Бет, като ги е „населил“ с повтарящи се (завръщащи се) герои. Ето защо много от героите се появяват с богато минало и биографична дълбочина. Така например Селестен Кревел се появява за пръв път в романа на Балзак от 1837 Сезар Бирото като главен герой. След като е акумулирал значително богатство във въпросната книга Кревел използва времето си в Братовчедката Бет наслаждавайки се на плодовете на своя труд. Друг важен повтарящ се герой е маршал Юло, който се появява за пръв път като полковник в Шуани. В годините между този роман и Братовчедката Бет той е станал граф на Форцхайм; в писмо до Constitutionnel, Балзак описва как маршал Юло се сдобива с тази титла. Присъствието на Кревел и Маршал Юло – наред с останалите – в Братовчедката Бет позволява продължаване на историята на всеки герой, добавяйки акцент или доразвиване на предишни случки.
Други повтарящи се герои се появяват само за кратко в Братовчедката Бет; предишните появи обаче дават дълбоко значение на присъствието на героите. Това е и случаят с Вотрен – престъпният ум, който „наставлява“ младия Йожен дьо Растиняк в романа от 1835 Дядо Горио. Когато се появява отново в Братовчедката Бет, той вече се е присъединил към полицията и запознава сем. Юло с неговата леля, г-жа Нуризон, която предлага съмнителни, от морална гледна точка, методи за облекчаване на техните неволи. Въпреки че присъствието на Вотрен в Братовчедката Бет е кратко, неговите по-ранни приключения в Дядо Горио гарантират бързо разпознаване и емоционален контекст. На друго място Балзак представя един цял свят със своя опит, чрез включване на герои от отделна сфера на обществото. Така например няколко сцени включват артисти като Жан-Жак Биксиу, който се появява за пръв път в Работниците от 1837 и в много други книги след това. Светът на парижкия нощен живот бързо е извикан в ума с включването на няколко герои от Артисти без да го осъзнават (1846), и Бианшон се появява – винаги – когато е необходим доктор.
Използването на повтарящи се герои се определя като уникален компонент в белетристиката на Балзак. Това позвалява дълбочина на характеризирането, което отива отвъд простия разказ или диалог. „Когато героите се появяват отново“, отбелязва критикът Самюъл Роджърс, „те не идват от нищото; те се появяват от частната страна на техния живот, част, която за момент не ни е било позволено да видим.“ Някои читатели обаче са смутени от дълбочината, създадена от тези независими истории и се чувстват лишени от важен контекст за героите. Писателят на детективски романи Артър Конан Дойл е казвал, че никога не се е опитвал да чете Балзак, защото той „не е знаел откъде да започне“. Описанието на героите в Братовчедката Бет се разглежда като особено умело. Anthony Pugh, в своята книга Повтарящите се герои на Балзак, казва, че техниката е употребена „в по-голямата си част без чувството на самодоволство, което маркира някои от по-късните му творби. Почти всеки пример възниква съвсем естествено от развитието на ситуацията.“ Биографът Noel Gerson определя героите в Братовчедката Бет като „едни от най-запомнящите се, които Балзак някога е представял“.